# Ana Luísa Föhse
Ana Luísa Föhse (em alemão:  Anna Louise; Dessau, 22 de março de 1677 — 5 de fevereiro de 1745)  foi princesa imperial do Sacro Império Romano-Germânico. Ela foi a esposa morganática do príncipe Leopoldo I de Anhalt-Dessau.

## Família

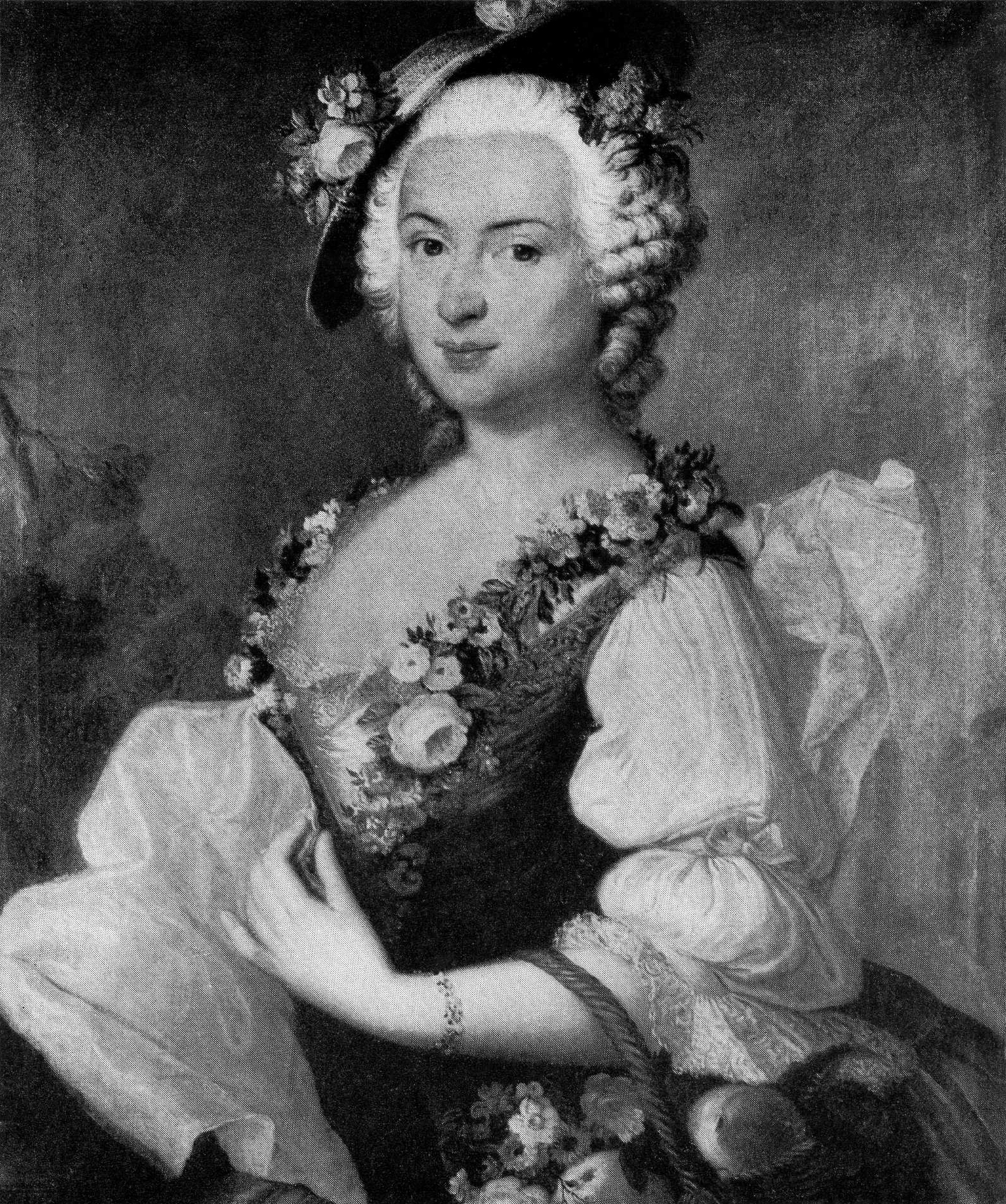
Pintura de Amália Leonor Bernardina, de autoria de Antoine Pesne ou de Christoph Friedrich Reinhold Lisiewski.

Ana era filha do boticário da corte, Rudolf Föhse, e Agnes Ohme.
Teve uma irmã, a baronesa Amália Leonor Bernardina.

## Biografia
Namorada de infância de Leopoldo, filho de João Jorge II de Anhalt-Dessau e de Henriqueta Catarina de Orange-Nassau, o príncipe sofreu grande resistência por parte de seus pais para se casar com Ana Luísa. Apesar disso, eles se casaram em 8 de setembro de 1698.
Após o pagamento da soma de 92.000 táler aos cofres imperiais, Ana Luísa foi nomeada Princesa Imperial (Reichsfürstin) por Leopoldo I do Sacro Império Romano-Germânico, três anos depois, em 29 de dezembro de 1701, lhe conferindo, assim, um título superior ao do seu marido. Ademais, o imperador também declarou a legitimidade dos filhos nascidos do casal como príncipes e princesas, para impedir a extinção da casa principesca. No mesmo ano, Leopoldo assumiu o governo.
Mais tarde, a princesa veio a se dar muito bem com a família real.

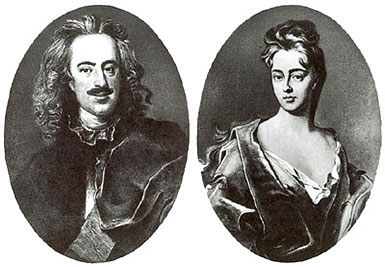
Ana Luísa e Leopoldo

Ana Luísa e Leopoldo tiveram um casamento longo e feliz, e a princesa adquiriu uma influência sobre o esposo que exercia pelo bem dos súditos. Ela atuou como regente quando seu marido estava em campanha: nos anos seguintes ele só ficaria em Dessau de tempos em tempos. Ela também o acompanhava, com frequência, nas campanhas.
Sua carreira virou assunto da imprensa, e muitas peças de teatro foram escritas sobre ela.
Ana Luísa faleceu em 5 de fevereiro de 1745, aos 67 anos de idade.

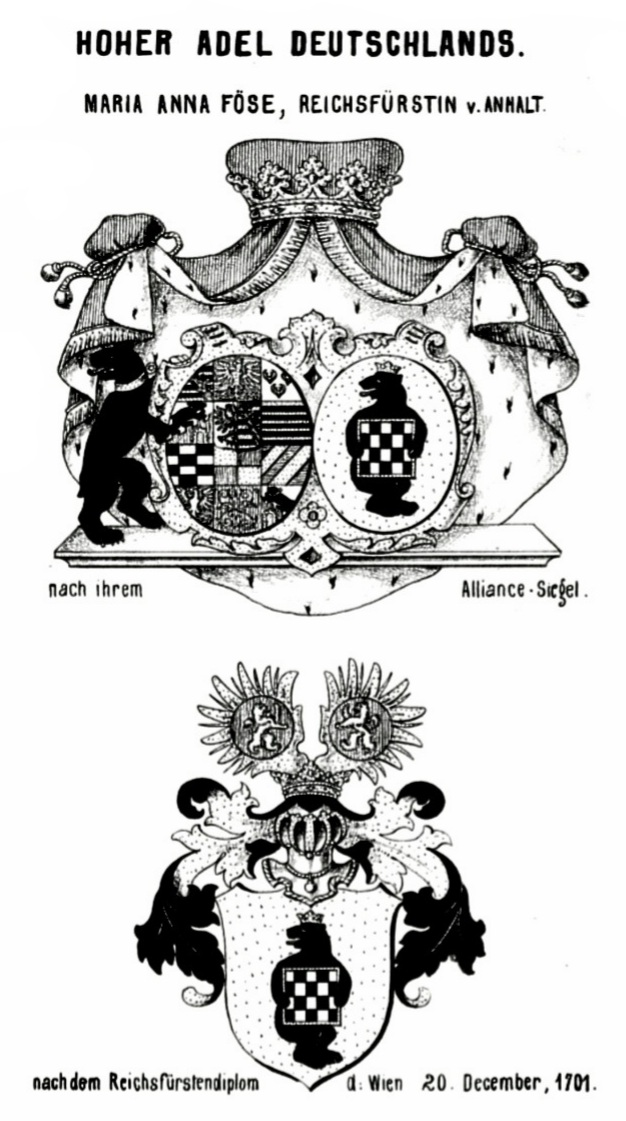
Brasão de armas da princesa.

## Descendência
- Guilherme Gustavo (20 de junho de 1699 — 16 de dezembro de 1737), herdeiro do pai. Foi casado com Joana Sofia Herre, oriunda de uma família de mercadores e boticários, com quem teve nove filhos;
- Leopoldo II (25 de dezembro de 1700 — 16 de dezembro de 1751), sucessor do pai. Foi casado com Gisela Inês de Anhalt-Köthen, com quem teve sete filhos;
- Dietrich de Anhalt-Dessau (2 de agosto de 1702 — 2 de dezembro de 1769), foi regente do Principado, e General-marechal de campo. Não se casou e nem teve filhos;
- Frederico Henrique Eugênio (27 de dezembro de 1705 — 2 de março de 1781), fez parte do Exército Prussiano de 1717 a 1743, quando se juntou ao exército austríaco, sob o comando do príncipe Carlos Alexandre de Lorena. Em 1746, se juntou ao Eleitorado da Saxônia, onde se tornou Governador de Vitemberga, e General marechal de campo. Não se casou e não deixou descendência;
- Henriqueta Maria Luísa (1707 — 1707);
- Luísa (21 de agosto de 1709 — 29 de julho de 1732), foi a primeira esposa de Vítor Luís de Anhalt-Bernburgo, com quem teve uma filha, Sofia Luísa, condessa de Solms-Baruth;
- Maurício (31 de outubro de 1712 — 11 de abril de 1760), foi soldado e General-marechal de campo. Não teve esposa e nem filhos;
- Ana Guilhermina (13 de junho de 1715 — 2 de abril de 1780), filha favorita de Leopoldo, ganhou do pai a Mansão de Mosingkau, que veio a se tornar o Castelo de Mosigkau, com as renovações da princesa. Quando Maurício sofreu um ferimento fatal, ele permitiu que a irmã administrasse a sua casa e posses. Ana Guilhermina também estabeleceu o Convento para Senhoras Nobres no Castelo de Mosigkau. Nunca se casou e nem teve filhos;
- Leopoldina Maria (12 de dezembro de 1716 — 27 de janeiro de 1782), foi casada com o marquês Frederico Henrique de Brandemburgo-Schwedt, com quem teve dois filhos;
- Henriqueta Amália (7 de dezembro de 1720 — 5 de dezembro de 1793), teve um filho ilegítimo, aos 21 anos, porém não quis se casar com o pai da criança, e portanto, foi banida da corte em Dessau. Viveu abertamente com o amante, o Barão de Rackmann, que se tornou conde imperial e barão de Bangert graças à ela. A princesa grenciava as próprias propriedades, e usava a sua enorme riqueza para apoiar diversos artistas. Quando tropas francesas de aproximaram de Frankfurt, em 1792, ela fugiu para Nassau.